# Ladislav Žák
Ladislav Žák (25. června 1900 Praha – 26. května 1973 Praha) byl český malíř, architekt, teoretik architektury a pedagog.

## Život a tvorba
Vystudoval klasické gymnázium (v letech 1911–1915 v Mladé Boleslavi, 1915–1919 v Praze, na Malé Straně). Po maturitě začal studovat malbu na Akademii výtvarných umění v Praze, v ateliéru profesora Karla Krattnera. V roce 1923 složil zkoušky, které ho opravňovaly k vyučování kreslení a malby. Krátce učil v Praze a v Českých Budějovicích, ale záhy začal studovat architekturu, ve speciálce Josefa Gočára, na AVU. Toto studium ukončil v roce 1927. Během studií byl na stipendijním pobytu ve Francii, po škole se vydal do Německa a Holandska, kde ho zajímaly funkcionalistické stavby, architektura Bauhausu a holandský racionalismus.
Začátkem třicátých let postavil několik vil, které jsou považovány za vrcholná díla českého funkcionalismu. Když v letech 1931–1932 Svaz československého díla inicioval výstavbu vzorové kolonie na pražské Osadě Baba, Žák se podílel na výstavbě třemi domy (Zaorálkova, Herainova a Čeňkova vila). Ve svých realizacích uplatňoval funkcionalistické principy – volný půdorys, rozlehlé pokoje, propojené s venkovními terasami, světlé fasády, pásová okna. Nalezneme u něj také prvky nautického stylu – kajutové ložnice, zaoblené tvary budov a kruhová okna, střechu Hajnovy vily dokonce korunoval kapitánský můstek.
Ve funkcionalistickém stylu navrhoval Žák také interiéry a nábytek. Řídil se přitom puristickou myšlenkou očištění tvaru od zdobných prvků, a anatomickými potřebami člověka. Z materiálů používal dřevo a kovové trubky. Byl členem levicových spolků, jako např. Svazu socialistických architektů. Rekonstrukcí domu v Korunovační ulici 28 se pokusil realizovat svou představu kolektivního bydlení (oficiálně byl rekonstruovaný dům označen jako svobodárna).
Pro názorové rozpory se stavebníky přestal na konci třicátých let navrhovat domy, a nadále se věnoval především krajinářské architektuře. Se svým přítelem, architektem Karlem Honzíkem, rozvíjel koncept nového lidového životního slohu, počátkem čtyřicátých let se k dvojici připojil Bohuslav Brouk. Žák se soustředil na problematiku začlenění zeleně do lidských sídel, propojení krajinné architektury s urbanismem, a obnovu krajin, narušených průmyslovou činností. Vycházel přitom ze své záliby v plenérovém malířství, a z obdivu k české krajinářské škole. Výsledkem jeho bádání je spis Obytná krajina (1947), který, mimo jiné, zahrnuje řadu Žákových fotografií a vlastnoručních kreseb.
V utváření krajiny a architektury se Žák stal průkopníkem dnešních ekologických přístupů. Varoval před nekontrolovatelným rozmachem techniky a zástavbou krajiny – razil heslo, že nejlepším počinem je, v některých případech, nestavět nic a „prázdný prostor je také architektura“. K pokroku přistupoval kriticky, obával se narušení krajiny chybným osídlením, výrobou a dopravou. Prosazoval návrat přírody do míst, z nichž byla vytlačena, včetně průmyslových periférií i center měst. Jeho vize budoucího uspořádání lidských sídel předpokládala rovněž změnu hodnotového žebříčku. Člověk by se měl oprostit od závislosti na všem nadbytečném, a omezit produkci předmětů, které slouží jen na ozdobu, nebo ke krátkodobému potěšení. Tuto myšlenku, která aplikuje zásady funkcionalistické a puristické architektury na celkový způsob života, rozpracoval Karel Honzík do koncepce necessismu.
Z propojení architektury a krajiny vyšel Žák také při realizaci památníku zničené osadě Ležáky, jehož návrh začal zpracovávat po druhé světové válce. Po roce 1949 byly jeho názory terčem ideologické kritiky. Zatímco Žák prosazoval citlivé zásahy v souladu s krajinou, komunistické plány počítaly s masivní industrializací. Tehdejší vládě se dále nelíbilo, že Žák (sám člen komunistické strany) rozšířil socialistickou ideu rovnosti, kromě lidí, také na rostliny, živočichy a neživé části přírody. Tuto koncepci nazval pannaturalistickým socialismem. Žák se tak musel stáhnout do pozadí, díky Jaroslavu Fragnerovi ale zůstal pedagogem na Škole architektury AVU. K projektu památníku pro Ležáky se mohl vrátit v roce 1956, nad jeho dokončením však ztratil kontrolu.

## Dílo

### Nerealizované návrhy
- Dostavba brněnské radnice, 1927 – studie
- Vila Františka Venery, 1930, Bílovice nad Svitavou – nerealizovaný projekt pro vilu Františka Venery
- Malobytové domy ze soutěže pražské obce, 1930 – soutěžní návrh spolu s Karlem Neckářem
- Kolektivní dům dělnického družstva Včela, 1931, Praha – soutěžní návrh

### Realizace
- Vila Karla Heraina, 1929–1932, Praha 6 - Dejvice, čp. 1782, Na Babě 3 – vila historika umění a ředitele Uměleckoprůmyslového muzea Karla Heraina,
- Standardní nábytkový soubor Malý byt, 1931
- Vila Bohumila Čeňka, 1931–1933, Praha 6 - Dejvice, čp. 1777, Na Babě 11 – vila hudebního pedagoga Bohumila Čeňka,
- Vila Hugo Zaorálka, 1932–1933, Praha 6 - Dejvice, čp. 1708, Na Ostrohu 54 – vila sekčního šéfa ministerstva školství Hugo Zaorálka
- Vila Miroslava Hajna, 1932–1933, Praha 9 - Vysočany, čp. 404, Na Vysočanských vinicích 31 – vila leteckého konstruktéra a zakladatele firmy Avia Miroslava Hajna,
- Přestavba vlastního nájemního domu na lidový penzion, 1934–1935, Praha 7 - Bubeneč, čp. 127, Korunovační 28
- Vila Martina Friče, 1934–1935, Praha 4 - Hodkovičky, čp. 404, Na Lysinách 9 – vila filmového režiséra Martina Friče,
- Nábytkový soubor Lidový byt I, 1936–1937
- Vila Lídy Baarové, 1937, Praha 6 - Dejvice, čp. 677, Neherovská 8 – vila herečky Lídy Baarové,
- Památník obětem nacismu, 1946–1962, Ležáky
- Památník padlým občanům čtvrti Rozvoj, 1950, Mladá Boleslav

### Oceněná díla
V roce 2000 mu byla udělena pocta České komory architektů in memoriam.

### Spisy
- Byt a krajina, ediční příprava a úvodní studie Dita Dvořáková, Praha : Arbor vitae, 2006, ISBN 80-86300-78-1
- Obytná krajina, předmluva: Karel Teige, S.V.U. Mánes, nakl. Svoboda Praha 1947 (seznam autorových prací s. 211)

### Články (výběr)
- Ochrana a úprava krajin a obcí, Volné směry 38, 1942-44, s. 228, 237-238, 243, 251-252, 261-262
- Architektura a biologie, Volné směry 40, 1947-48, s. 230-240
- Česká krajina po roce 1945, Architekt SIA 46, 1948, s. 147-155
- Otázky krajinného plánování, Architekt SIA 47, 1949, s. 189-197
- Příští úkoly krajinářské architektury, Výtvarné umění 9, č. 6,1959, s. 263-271
- Tvorba životního prostředí, Výtvarná práce 9,č. 16, 1961, s. 1-3
- Obytná příroda nové vesnice, Výtvarné umění 11, 1961, s. 402-410
- Lidová architektura krajinářská, Výtvarné umění 12, 1962, s. 321-327
- Člověk a krajina, Výtvarná práce 15, 1967, s. 8
- Výzva k rozmanitosti, Umění a řemesla 1967, s. 26-27

## Díla Ladislava Žáka

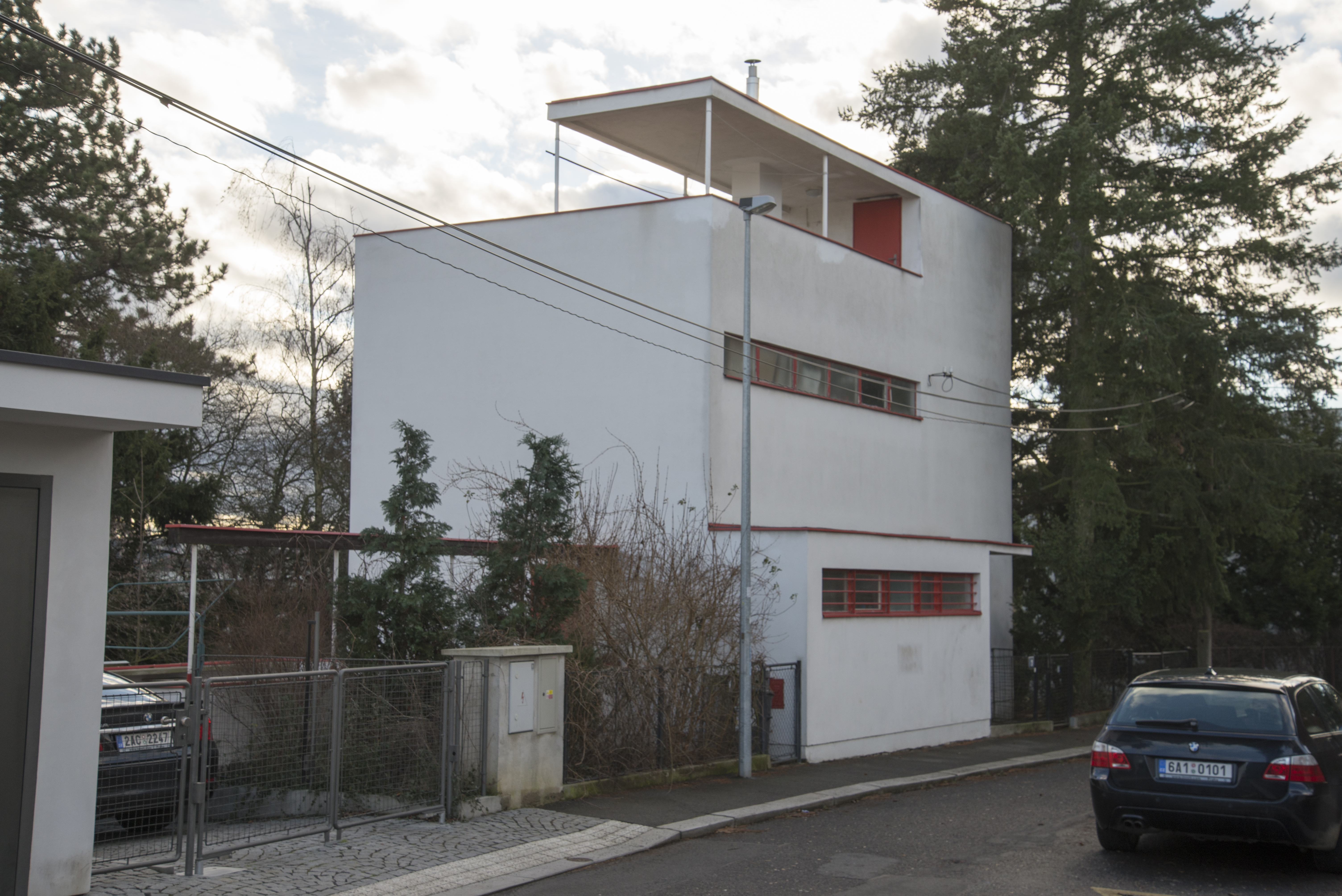
Herainova vila, osada Baba
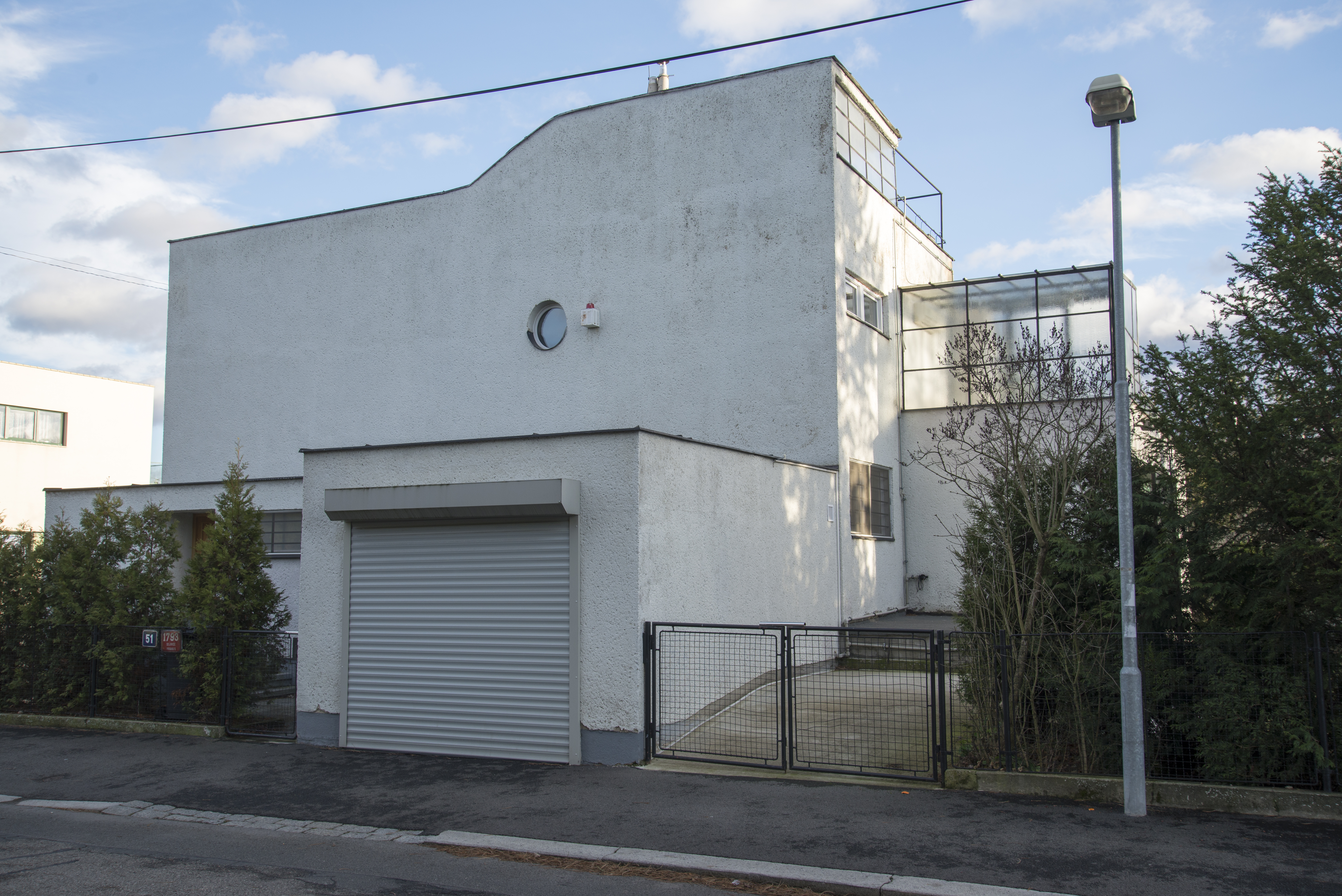
Čeňkova vila, osada Baba
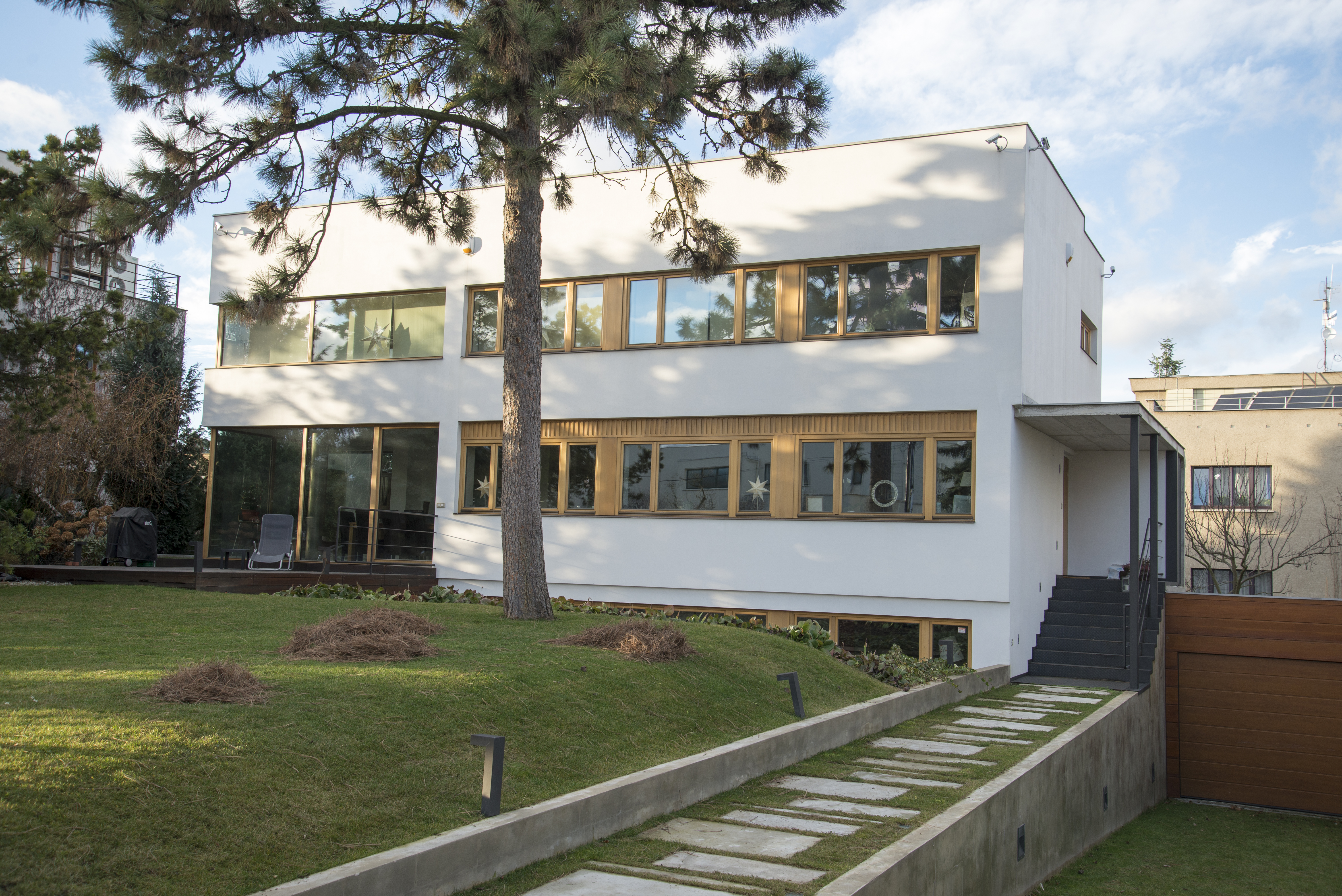
Zaorálkova vila, osada Baba
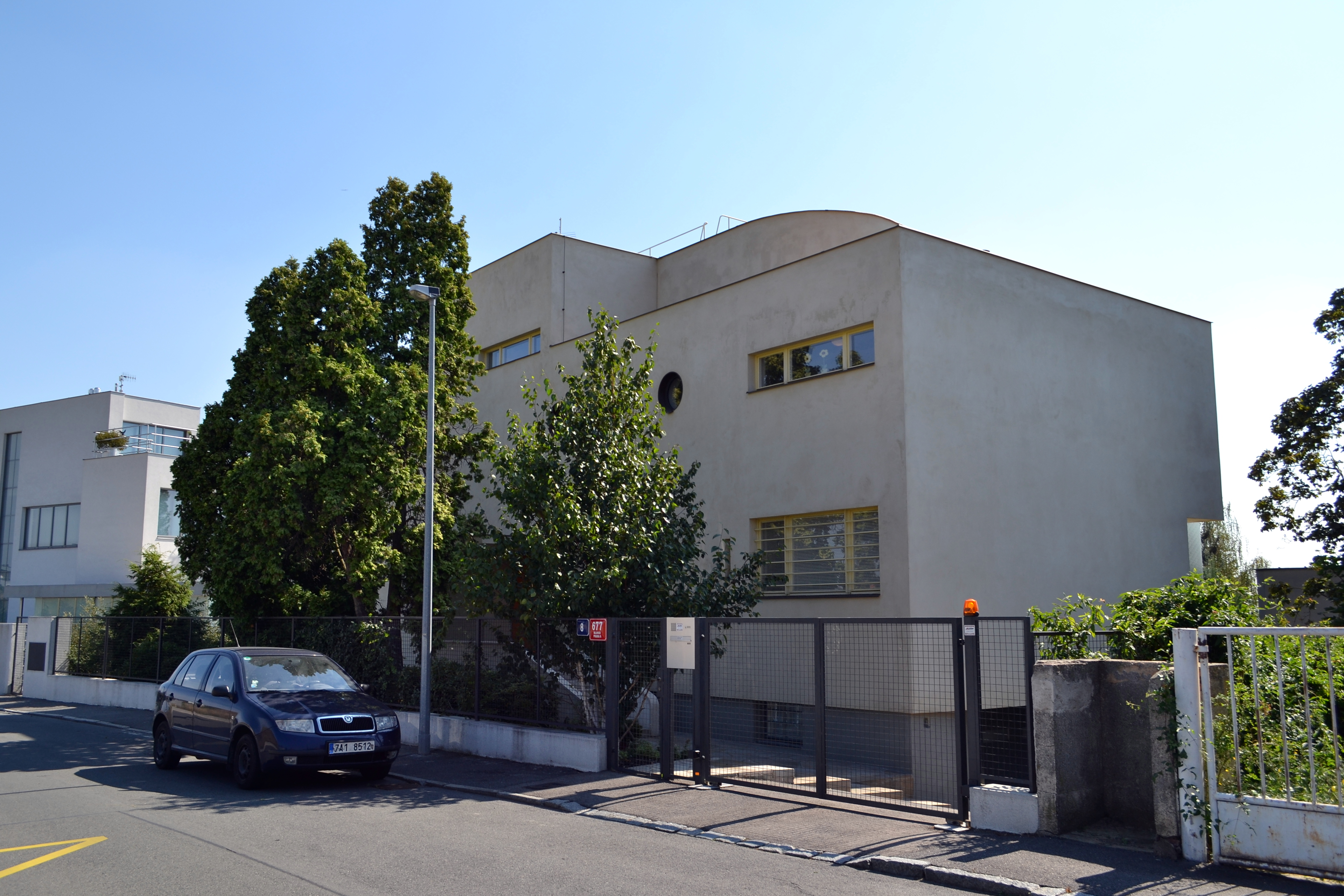
Vila Lídy Baarové, Praha 6, Neherovská 8, 1937
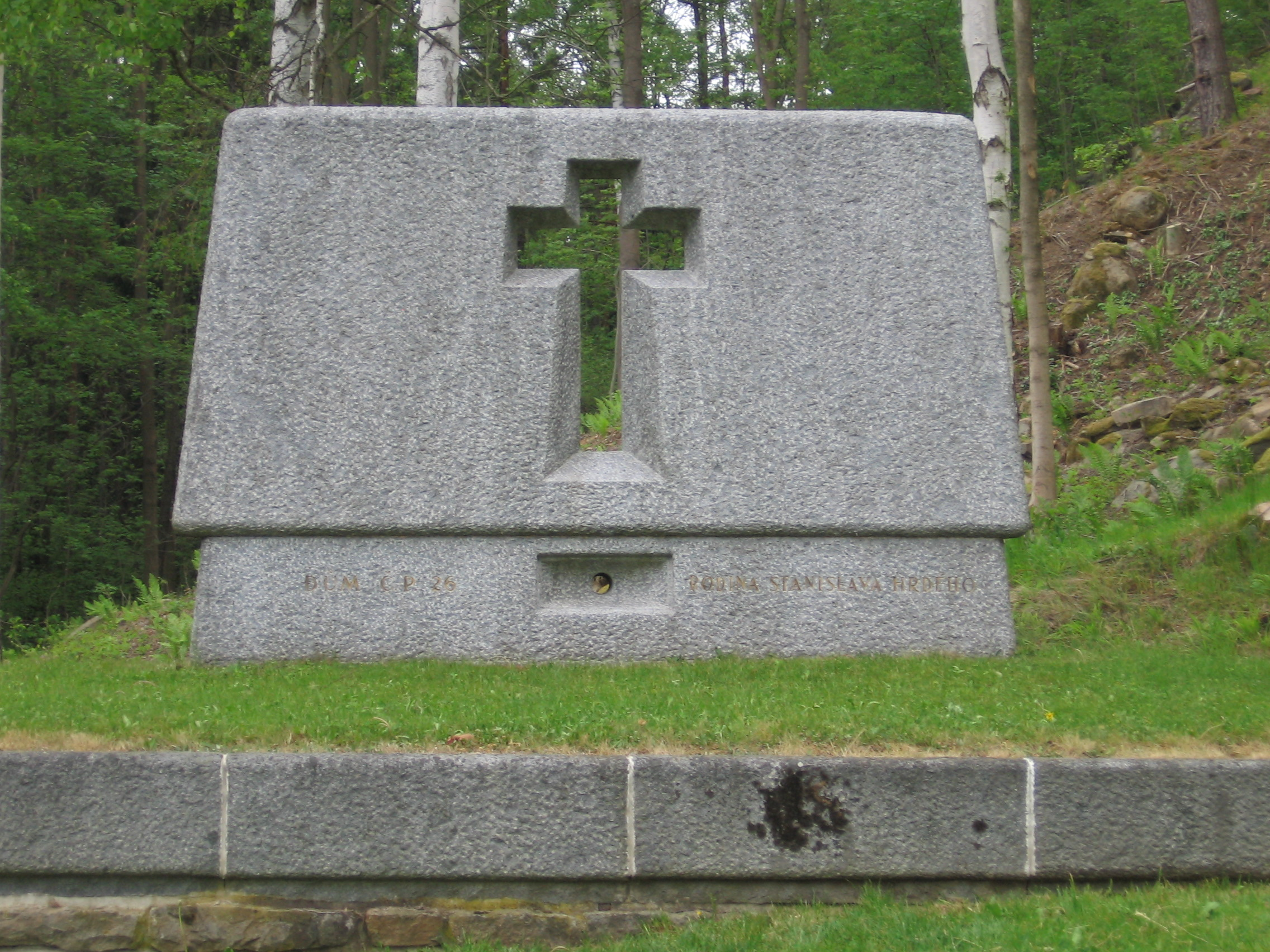
Hrobodům, rodina Stanislava Hrdého, v osadě Ležáky
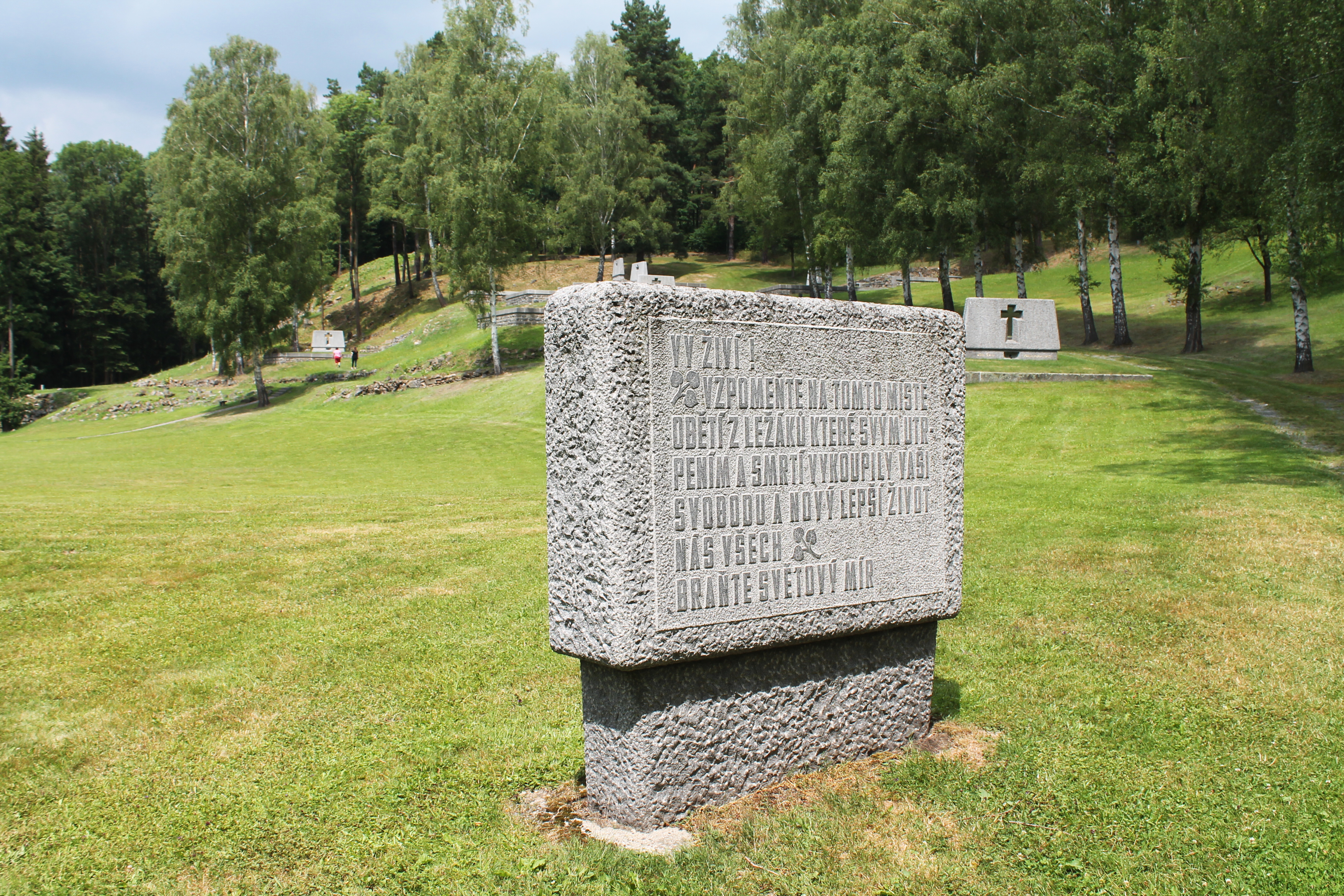
Pohled na část památníku
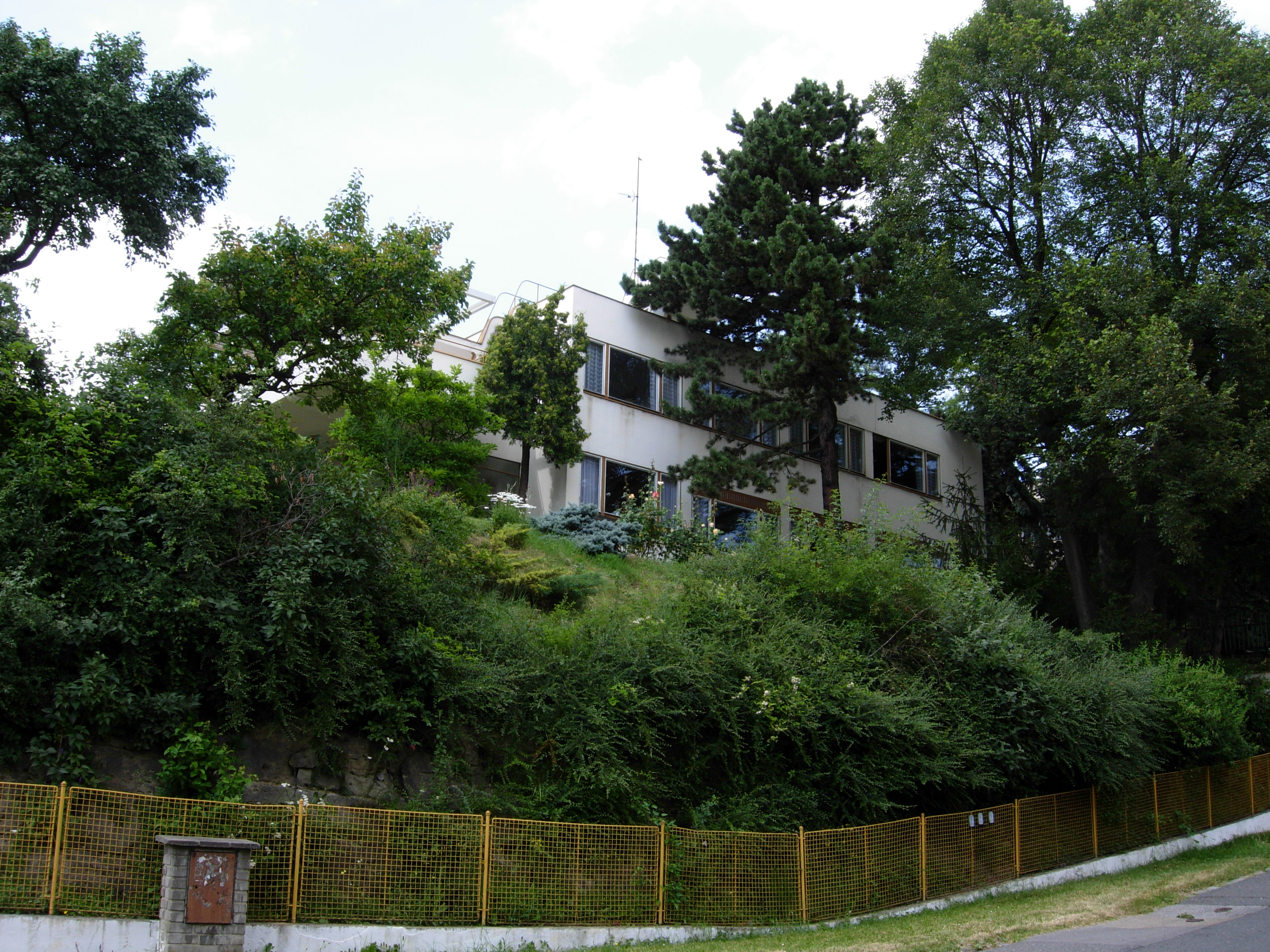
Hajnova vila, Vysočany